# КК Остенде
КК Остенде (хол. Oostende) je белгијски кошаркашки клуб из Остендеа. Из спонзорских разлога од 2018. пун назив клуба гласи Филоу Остенде (Filou Oostende). У сезони 2019/20. такмичи се у Првој лиги Белгије и у ФИБА Лиги шампиона.

## Спонзорска имена
- Сунаир Остенде (1970-1999)
- Телиндус Остенде (1999-2008)
- Базе Остенде (2008-2010)
- Теленет Остенде (2010-2018)
- Филоу Остенде (2018- данас)

## Успеси

### Национални
- Првенство Белгије:
  - Првак (21): 1981, 1982, 1983, 1984, 1985, 1986, 1988, 1995, 2001, 2002, 2006, 2007, 2012, 2013, 2014, 2015, 2016, 2017, 2018, 2019, 2020, 2021, 2022, 2023.

- Куп Белгије:
  - Победник (19): 1962, 1979, 1981, 1982, 1983, 1985, 1989, 1991, 1997, 1998, 2001, 2008, 2010, 2013, 2014, 2015, 2016, 2017, 2018, 2021.
  - Финалиста (8): 1980, 1992, 1996, 1999, 2000, 2004, 2011, 2019.

- Бенелукс куп:
  - Победник (1): 1988.

### Међународни
- ФИБА Еврочеленџ:
  - Треће место (1): 2011.

## Познатији играчи
- Кристофер Букер
- Кејлеб Грин
- Донтеј Дрејпер
- Душан Ђорђевић
- Марко Јагодић-Куриџа
- Рашко Катић
- Душан Катнић
- Римантас Каукенас
- Душан Кецман
- Марко Кешељ
- Мет Лоџески
- Џамел Маклин
- Александар Мареља
- Владимир Михаиловић
- Рајан Томпсон
- Иван Паунић
- Веселин Петровић
- Вања Плиснић
- Марко Симоновић
- Мирза Телетовић

## Познатији тренери
- Влада Вукоичић
- Владе Ђуровић